# André Gaudin
Charles André Gaudin (30 de noviembre de 1875-19 de abril de 1926) fue un deportista francés que compitió en remo. Participó en los Juegos Olímpicos de París 1900, obteniendo una medalla de plata en la prueba de scull individual.

## Palmarés internacional
| Juegos Olímpicos | Juegos Olímpicos | Juegos Olímpicos | Juegos Olímpicos |
| Año              | Lugar            | Medalla          | Prueba           |
| ---------------- | ---------------- | ---------------- | ---------------- |
| 1900             | París (Francia)  | Medalla de plata | Scull individual |